# Marceli Antoniewicz
Marceli Antoniewicz (ur. 1952) – polski historyk, dr hab. nauk humanistycznych, profesor nadzwyczajny Instytutu Historii Wydziału Humanistycznego Uniwersytetu Humanistycznego-Przyrodniczego im. Jana Długosza w Częstochowie.

## Życiorys
W 1990 obronił pracę doktorską Geneza i funkcje społeczno-polityczne zamków systemu warownego na Wyżynie Krakowsko-Częstochowskiej w średniowieczu, 21 listopada 2011 habilitował się na podstawie oceny dorobku naukowego i pracy zatytułowanej Protoplaści książąt Radziwiłłów. Dzieje mitu i meandry historiografii. Objął funkcję profesora nadzwyczajnego w Instytucie Historii na Wydziale Humanistycznym Uniwersytetu Humanistycznego-Przyrodniczego im. Jana Długosza w Częstochowie. 
Piastuje stanowisko sekretarza naukowego Częstochowskiego Towarzystwa Naukowego oraz był dyrektorem Instytutu Historii na Wydziale Filologiczno-Historycznym Akademii im. Jana Długosza w Częstochowie.